# Светлый (Якутия)
Све́тлый — посёлок городского типа Мирнинского района Якутии. Расположен в 70 км от Мирного.

## История
Возник в 1979 году в связи с началом строительства третьей на реке Вилюй гидроэлектростанции.
Статус посёлка городского типа — с 1984 года.

## Население
| 1989  | 2002  | 2009  | 2010  | 2011  | 2012  | 2013  |
| ----- | ----- | ----- | ----- | ----- | ----- | ----- |
| 4550  | ↘3546 | ↗3576 | ↘3137 | ↘3122 | ↘3065 | ↘3030 |
| 2014  | 2015  | 2016  | 2017  | 2018  | 2019  | 2020  |
| ↘2975 | ↗3187 | ↗3273 | ↗3393 | ↘3340 | ↘3262 | ↘3144 |
| 2021  | 2023  |       |       |       |       |       |
| ↘3142 | ↘2981 |       |       |       |       |       |

## Современное состояние
Градообразующее предприятие: Светлинская ГЭС.
В посёлке работает Мирнинский индустриальный техникум (ГОБУ РС (Я) «МИТ»), филиал Новосибирского Государственного архитектурного университета, среднеобразовательная школа № 15, МКДОУ № 29 «Теремок», дом детского творчества, быткомбинат, есть круглогодичный крытый бассейн, спортзалы, тренажёрные залы.
В 2005 году в Светлом группой энтузиастов создана бесплатная локальная компьютерная сеть.
Значительная часть населения посёлка подвержена маятниковой миграции в связи с работой вахтовым методом на алмазоносных месторождениях Нюрбинского ГОКа (АЛРОСА) и строительстве нефтепровода «Восточная Сибирь — Тихий океан».